# 平涼郡
平涼郡，南北朝、隋朝设置的郡。

## 十六國平涼郡
五胡十六国前秦永興2年（358年），設置平涼郡。郡治高平镇（後移鶉陰镇）相当于今甘肃省平凉市。下辖鶉陰、鶉觚2县，隋朝開皇2年（582年），废除平涼郡。

## 隋代平涼郡
大业年间改原州为平涼郡，治所在平高县 （今宁夏回族自治区固原市），唐朝改为原州。